# Tasiocera taylori
Tasiocera taylori là một loài ruồi trong họ Limoniidae. Chúng phân bố ở miền Australasia.